# Poison (песма групе The Prodigy)
Poison је десети сингл британског бенда The Prodigy. Прво издање појавило се у облику 12" винил плоче 6. марта 1995. године. То је био четврти сингл са албума Music for the Jilted Generation. По први пут су садржај 12" винил плоче и CD сингла били идентични.
Музички спот режирао је Волтер Стерн (Walter Stern).

## Списак песама
1. Poison (95 EQ) (4:05)
2. Rat Poison (5:34)(remixed by Liam Howlett)
3. Scienide (5:54)
4. Poison (Environmental Science Dub mix) (6:18)